# Johan van Scharphuizen

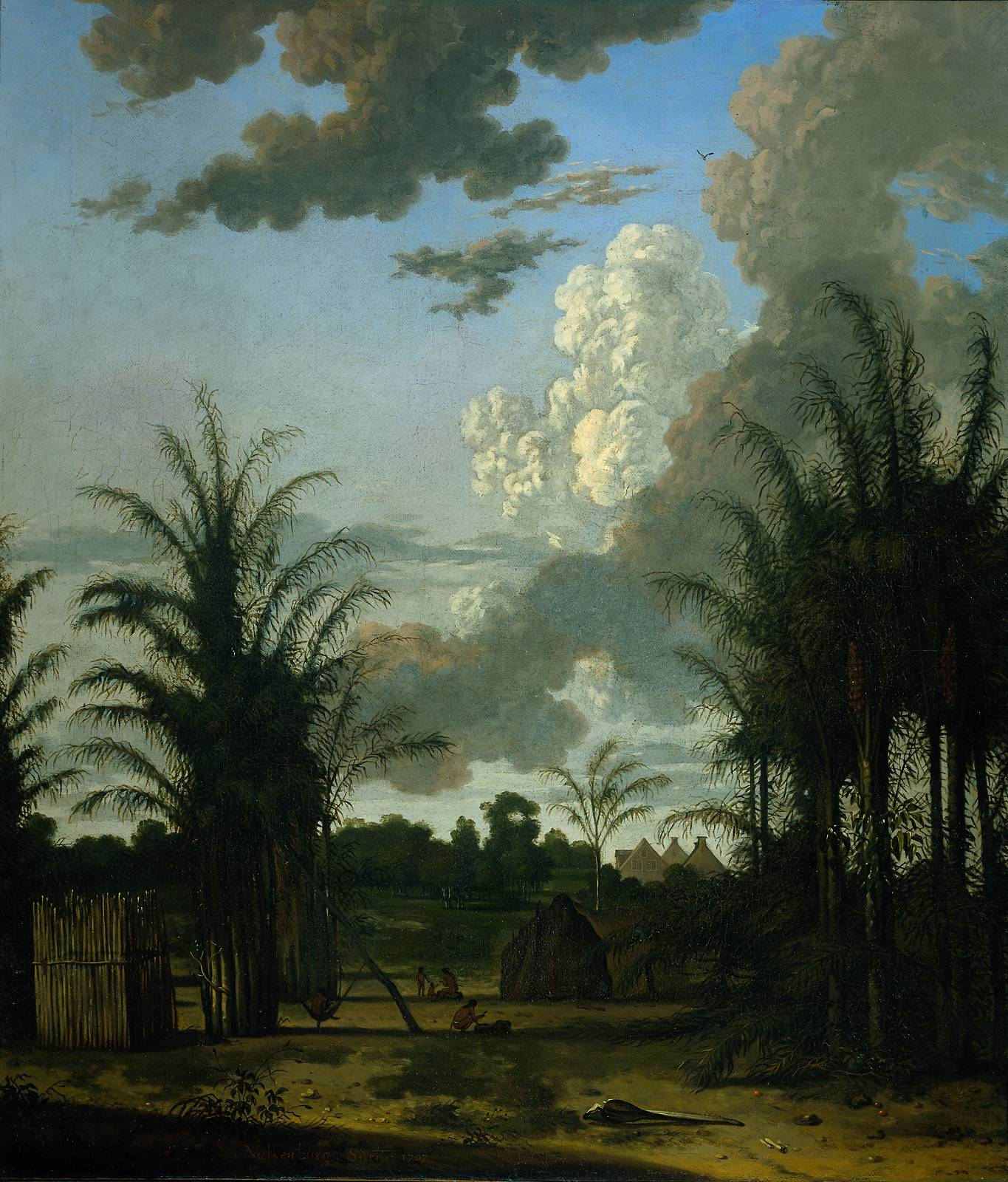
Plantage in Suriname door Dirk Valkenburg, 1707

Jo(h)an van Scharphuysen of Jan van Scherpenhuizen (??? - Amsterdam, 15 september 1699) was een Surinaamse kolonist, waarschijnlijk van Zeeuwse afkomst. Zijn zwagers waren dominee/planter Johannes Basseliers, in 1668 de eerste Nederlandse predikant in Suriname, en Jan Meunicx. De naam Muenicx is de oudste Nederlandse naam in Suriname. De familie had zich al in de Engelse periode in Suriname gevestigd en was afkomstig uit Middelburg. Van 1689-1696 was Van Scharphuizen gouverneur van de kolonie Suriname.

## Leven
In 1677 werd Van Scharphuizen benoemd in de Raad van Politie. Hij vertoefde tussen 1678 en 1684 in Zeeland en Holland om de belangen der Surinaamse planters te behartigen. In 1682 werd hij geraadpleegd bij het opstellen van het octrooi aan de Sociëteit van Suriname. Tussen 1685 en 1689 was hij opnieuw in de Republiek. In 1685 was hij bij enkele slaventransporten betrokken. Dat hij de taal der indianen sprak blijkt uit een akte van een Amsterdamse notaris, waar hij op 18 mei 1688 tolkte voor het Tupi-hoofd Erikeja, die toen in de Nederlanden op bezoek was.
Van Scharphuizen is op 20 december 1688 aangesteld als gouverneur en vertrok op 14 januari 1689. Hij kwam op 12 maart in Suriname aan, samen met François van Aerssen (1669-1740). Van Scharphuizen raakte meteen na zijn aankomst betrokken bij een lastige zaken: een aanval door Jean Baptiste du Casse, een Franse zeerover en slavenhandelaar, die ook geprobeerd had Elmina te veroveren, de afhandeling van de ingewikkelde erfenis van zijn voorganger en een zaak omtrent clandestiene aanvoer en verkoop van slaven. De gouverneur kreeg bovendien een conflict met de Engelse planter Jeronimo Clifford die in 1683 via zijn vrouw, eigenaar van een van de grootste plantages, Courcabo, was geworden. Clifford werd verhinderd naar Jamaica te vertrekken, zwaar beboet en zeven jaar gevangengezet in Fort Sommelsdijck, waar hij toestemming kreeg om binnen de muren een huisje te bouwen. Ondertussen werd Cliffords plantage geruïneerd of bezet. Clifford ging door te wijzen op het hem aangedane onrecht en vroeg 241.894 gulden vergoeding aan de Sociëteit en de Staten-Generaal. Zijn verzoekschriften zijn steeds afgewezen. De reden is nog onduidelijk.
Van Scharphuizen voerde enkele juridische verbeteringen door een aantal onrechtmatige belastingmaatregelen van zijn voorganger, Van Aerssen van Sommelsdijck, terug te draaien. In 1691 verleende Van Scharphuizen aan de Jodensavanne de wettelijke status van nederzetting, maar de joden mochten hun slaven niet langer op zondag laten werken. (In de Republiek polemiseerde Voetius met de Leidse professor in Oosterse talen Coccejus over het vierde gebod inzake de zondagsheiliging. De theologische strijd werd ook in Suriname gevoerd.) Slaven werd wel toegestaan levensmiddelen, afkomstig van hun kosttuintjes op de markt Oranjetuin te verkopen. In 1695 droegen 66 Joden (onder protest trouwens) 25.905 pond suiker bij, op verzoek (last) van gouverneur van Scharphuizen, ten behoeve van de bouw van een nieuw gasthuis te Paramaribo. Onder het bestuur van den gouv. Van Scharphuizen werd aan den timmerman voor 20 jaren octrooi verleend voor het maken van soodanige waterwercken als hij jegenswoordigh op Waterlandt [eene plantage van den gouverneur] onder handen heeft, gelijck mede die wercken die met Ebb en vloet cunnen maelen.
In 1695 schijnt Van Scharphuizen gevangengenomen te zijn door Franse kapers die voor de kust voeren. In oktober 1696 was Van Scharphuizen in Amsterdam en werd door het gerecht veroordeeld met betrekking tot ongeoorloofde slavenhandel en het trekken van wissels op naam van de Sociëteit. Als gouverneur mocht hij in niet meer dan drie schepen belangen hebben en geen eigen handel drijven. Samuel de Nassy en de Baron de Belmonte hadden zijn terugkeer weten te bewerkstelligen, omdat Van Scharphuizen de joodse planters niet langer toestond de slaven op zondag te laten werken. Zijn opvolger werd de beminnelijke Paul van der Veen.
In 1698 kocht Van Scharphuizen een huis op de Keizersgracht, waar de Vergulde Haen in de gevel stond, vrijwel naast de Schouwburg van Van Campen. Een jaar later was hij dood en werd begraven op het hoge koor van de Nieuwe Kerk. De kinderen van Jan Munnicx erfden geld, een huis en de plantage Vrientsburgh. Ook al het personeel, en zijn vrienden Johann Frederick Baghman, een Duitse planter en Nicolaes Witsen, executeur-testamentair, werden bedeeld; een huisslaaf kreeg de vrijheid en een jaarlijkse toelage van 200 gulden. Jonas Witsen, die getrouwd was met Elisabeth Basseliers (1680-1702), de universele erfgename van Van Scharphuizen, werd na het overlijden van zijn vrouw in het kraambed, de nieuwe eigenaar van de drie plantages: Surimonbo, afkomstig van zijn schoonvader, Waterland, en Palmeniribo, afkomstig van Van Scharphuizen. Van Scharphuizen had destijds in zijn testament bepaald, dat zijn slaven en slavinnen maar vijf dagen behoefden te werken. Ze konden op de vrije zaterdag en zondag groente verbouwen en op de markt verkopen voor hun eigen profijt. Toen die vrijheden in 1707 werden ingeperkt, brak op Palmeniribo een opstand uit.
Er is een portret van hem geschilderd; het is onbekend door wie, maar was ooit in het bezit van de wijnhandelaar Hendrik Hop, regent van het Burgerweeshuis.